# Línea Tokyu Setagaya
La Línea Tōkyu Setagaya  (東急世田谷線 Tōkyū Setagaya-sen?) es un tren ligero operado por la Corporación Tokyu. Funciona entre las estaciones de Sangen-Jaya y Shimo-Takaido, en el barrio especial de Setagaya, en la prefectura de Tokio, Japón.

## Estaciones
Cada estación dispone de un número de identificación, sistema introducido en 2012.
| Código | Estación       | Japonés    | Longitud (km) | Transferencias                  | Ubicación |
| ------ | -------------- | ---------- | ------------- | ------------------------------- | --------- |
| SG01   | Sangen-Jaya    | 三軒茶屋川 | 0,0           | Línea Tōkyū Den-en-toshi        | Setagaya  |
| SG02   | Nishi-Taishidō | 西太子堂   | 0,3           |                                 | Setagaya  |
| SG03   | Wakabayashi    | 若林       | 0,9           |                                 | Setagaya  |
| SG04   | Shōin-Jinjamae | 松陰神社前 | 1,4           |                                 | Setagaya  |
| SG05   | Setagaya       | 世田谷     | 1,8           |                                 | Setagaya  |
| SG06   | Kamimachi      | 上町       | 2,2           |                                 | Setagaya  |
| SG07   | Miyanosaka     | 宮の坂     | 2,7           |                                 | Setagaya  |
| SG08   | Yamashita      | 山下       | 3,4           | Línea Odakyū Odawara (Gōtokuji) | Setagaya  |
| SG09   | Matsubara      | 松原       | 4,2           |                                 | Setagaya  |
| SG10   | Shimo-Takaido  | 下高井戸   | 5,0           | Línea Keiō                      | Setagaya  |

## Historia
A diferencia de las otras líneas de Tokyu que clasifican como metro o de suburbanos, la línea Sategaya es legalmente clasificada como un tranvía o tren ligero. Fue creada el 11 de agosto de 1969, al hacerse cargo de parte de la antigua línea Tamagawa, pero no debe confundirse con la actual línea Tōkyū Tamagawa, aunque forma parte de esta; la cual corre entre trenes de superficie entre  Shibuya y el río Tama.
En la ciudad de Tokio, esta y la línea Toden Arakawa son los únicos tranvías supervivientes, aunque en el Área del Gran Tokio también está el ferrocarril eléctrico de Enoshima. Esta línea posee su propio sistema de tarjeta inteligente, llamado Setamaru, el cual no es compatible con otras líneas de Tokyu. Desde marzo de 2007 también acepta pagos con la tarjeta PASMO.

## Material rodante
Desde 2001 el único material rodante que se utiliza en línea, son los coches Tokyu serie 300. Los mismos funcionan con 2 vehículos (duplas) inseparables, existiendo un total de 10 formaciones, todas con diferentes esquemas de color.

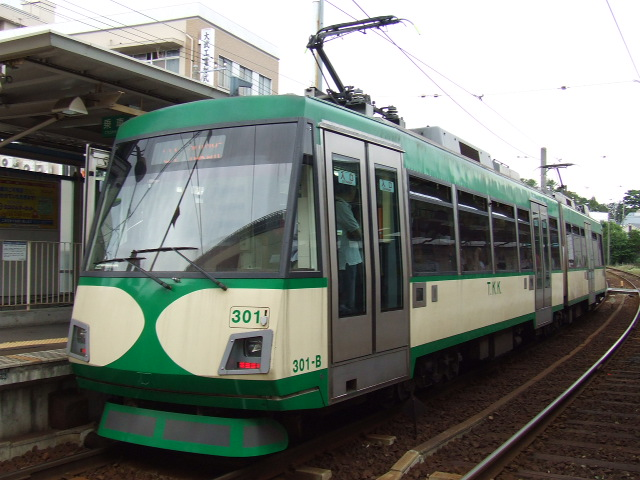
301F
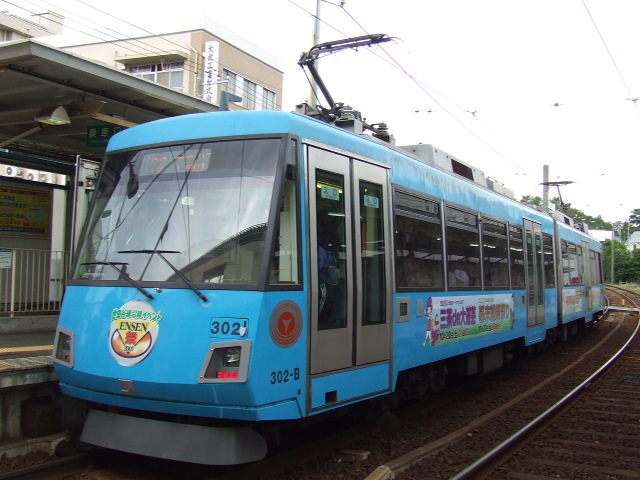
302F
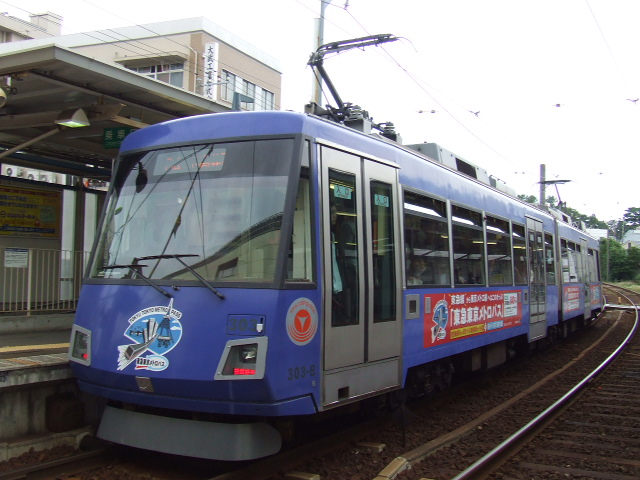
303F
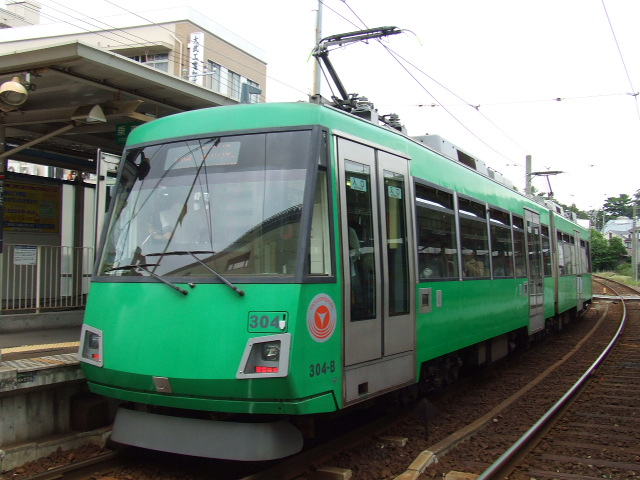
304F
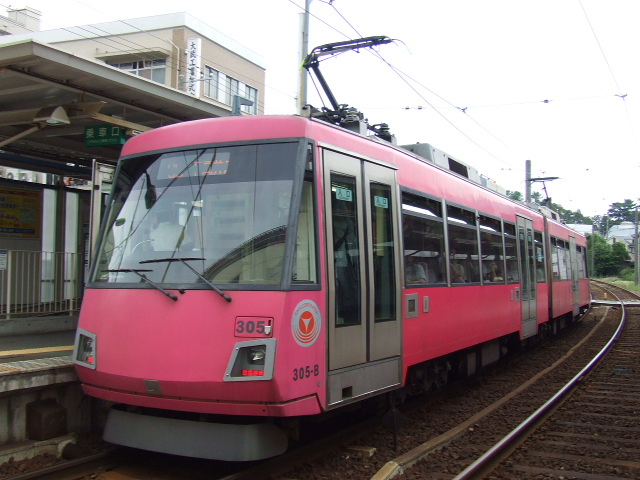
305F
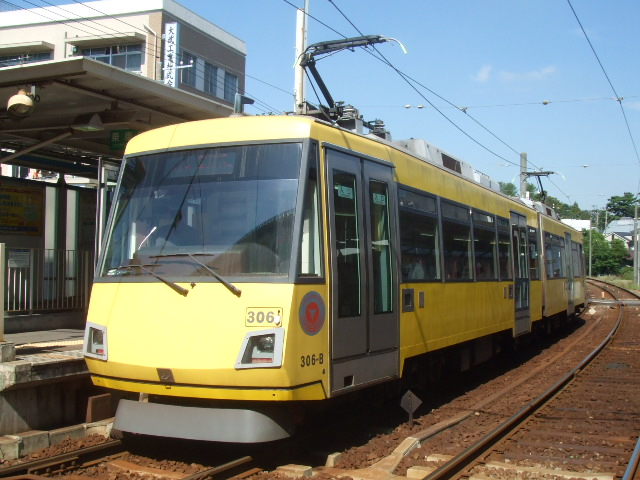
306F
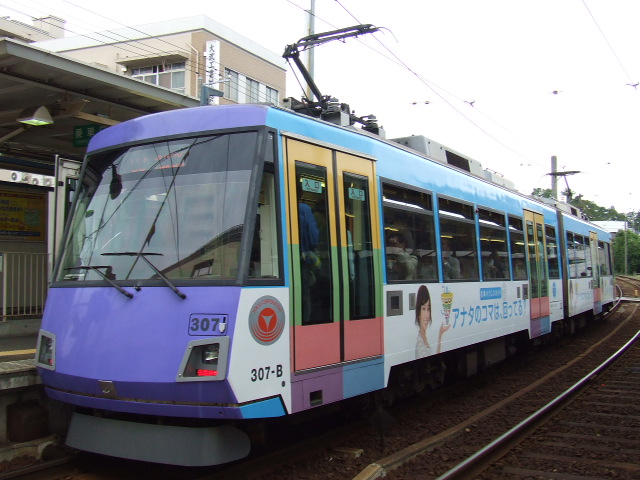
307F
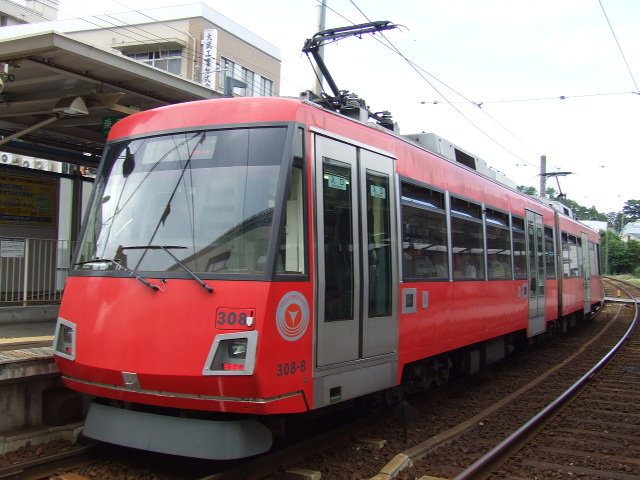
308F
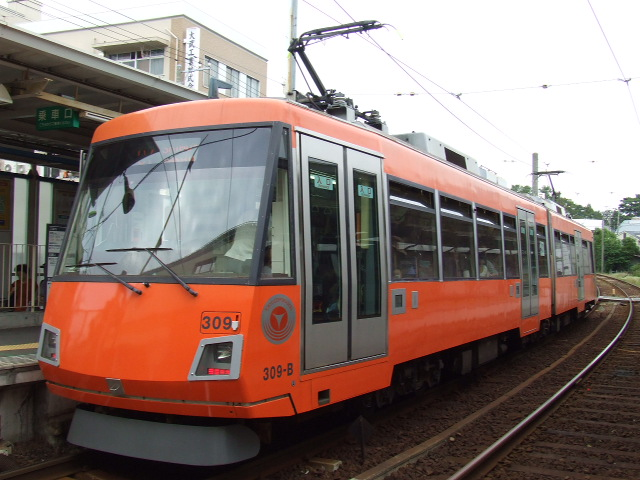
309F
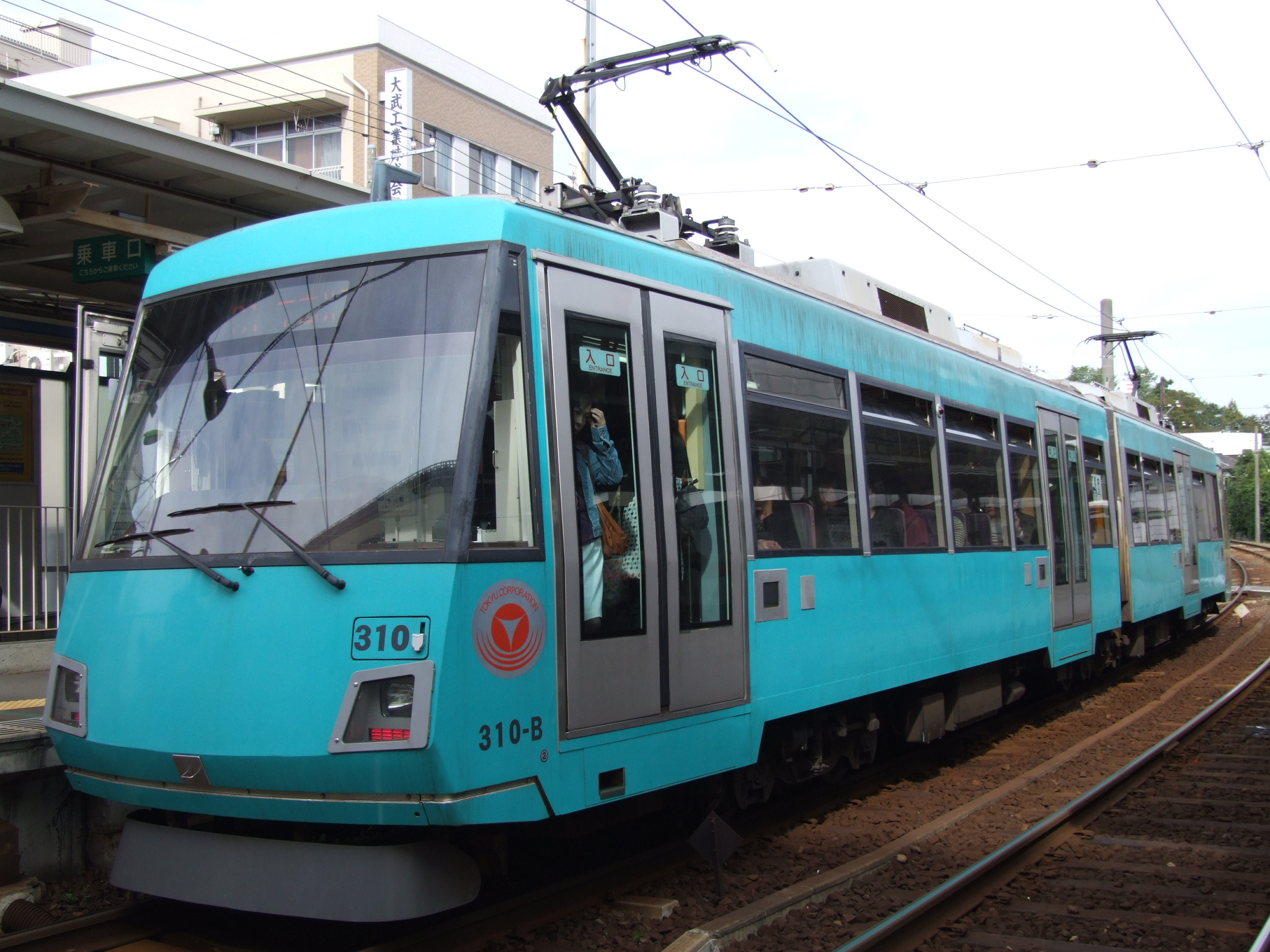
310F